# Тернопільський обласний клінічний онкологічний диспансер
Тернопільський обласний клінічний онколоґічний диспансер — лікувальний заклад у Тернополі.

## Кафедра онкології, променевої діагностики і терапії та радіаційної медицини ТДМУ
На базі лікарні розташована кафедра онкології, променевої діагностики і терапії та радіаційної медицини Тернопільського державного медичного університету.

## Персонал

### Адміністрація
- Леонід Шкробот — головний лікар
- Володимир Недошитко — заступник головного лікаря з лікувальної роботи
- Микола Прокопчук — заступник головного лікаря з хірургічної роботи

### Лікарі

#### Працювали
- Олександр Темченко — завідувач відділення, лікар (1989—1998)[1]